# کلکو
کلکو (انگلیسی: Kelkoo Group) شرکت تجارت الکترونیک فرانسوی است، که در سال ۱۹۹۹ توسط پیر چاپاز تأسیس شد.